# 纯绿翠青蛇
纯绿翠青蛇（学名：Cyclophiops doriae）为游蛇科翠青蛇属的爬行动物，俗名青竹标。分布于缅甸、印度以及中国大陆的云南等地。该物种的模式产地在缅甸克钦山脉。

## 保护
本种于2023年被收录入《有重要生态、科学、社会价值的陆生野生动物名录》。